# Entosthodon deserticola
Entosthodon deserticola är en bladmossart som beskrevs av Jelenc 1952. Entosthodon deserticola ingår i släktet koppmossor, och familjen Funariaceae. Inga underarter finns listade i Catalogue of Life.